# イダテンターボ
イダテンターボ（Idaten Turbo、1986年5月25日 - 不明）は、日本の競走馬。主な勝ち鞍は1990年の七夕賞（GIII）。

## 経歴
1986年5月25日、北海道三石町の大塚牧場で、カズヒデの13番仔として誕生。大塚信太郎場主は「小さくて、これといって目立った馬ではありませんでした。」と振り返っている。美浦トレーニングセンターの鈴木勝美厩舎に入厩した。
4歳となった1989年4月16日、新潟競馬場の未出走戦（芝1400メートル）でデビューし、11着。それから11月までに未出走戦、未勝利戦を13回走るも最高は3着で、勝利を挙げられなかった。現役を続行し、未勝利の身で400万円以下を2度走ったが、連敗。気性が荒く、大塚によれば「レース中にどこへ飛んでいくかわからないような馬」であり、平地競走を主とする騎手には、恐怖から騎乗を断られるようになっていた。
5歳となった1990年1月27日、小倉競馬場の4歳以上500万円以下（芝2000メートル）では、障害競走への騎乗可能な牧之瀬幸夫と初コンビを結成し、6着。それから、牧之瀬が騎乗を続けて3戦目、2月17日、小倉競馬場の4歳以上500万円以下（芝2000メートル）に10番人気の支持で出走し、後方にクビ差つけて勝利。19戦目で初勝利を果たした。
その後も、牧之瀬とともに500万円以下に出走して、4着、3着、2着と右肩上がりに着順を伸ばした。昇級4戦目である5月4日、福島競馬場の夏井川特別（500万円以下）にて後方に4分の3馬身差をつけて勝利し、500万円以下を突破した。そして、900万円以下に進み、初戦は2着。2戦目は8着に敗れて2連敗。3戦目となった福島競馬場の信夫山特別（900万円以下）にて、後方に1馬身半差をつけて勝利し、900万円以下を突破した。
続いて7月8日、ハンデキャップ競走の七夕賞（GIII）で重賞初挑戦。条件馬の立場で格上挑戦となり、負担重量は全15頭中2番目に軽い50キログラムで出走し、12番人気に支持された。後方待機から最終コーナーで大外に持ち出し、1番人気のタカラフラッシュと併せながら進出。競り合ったタカラフラッシュをハナ差退けて先頭で入線した。重賞初勝利となり、牧之瀬にとって初となるJRA平地重賞タイトルであった。鈴木は「僕自身、この馬に対して、まだオープン馬という感じがしないんですよ。どちらかというとやっと未勝利を勝ったばかりですね、実感としては。（中略）そんな馬がまさか半年もしないうちに重賞を勝つなんて、誰も想像もできない。まさしくあれよ、あれよですからね。」と振り返っている。
それから、新潟記念（GIII）に進むも14着。重賞・オープン競走に連戦するも、いずれも下位敗退。12月8日のステイヤーズステークス（GIII）にて7着に敗れたのを最後に、競走馬登録を抹消された。

## 競走成績
下の内容は、netkeiba.comおよびJBISサーチの情報に基づく。
| 競走日     | 競馬場 | 競走名         | 格      | 距離 （馬場） | 頭 数 | 枠 番 | 馬 番 | オッズ （人気） | 着順 | タイム | 着差 | 騎手        | 斤量 [kg] | 1着馬 （2着馬）      | 馬体重 [kg] |
| ---------- | ------ | -------------- | ------- | ------------- | ----- | ----- | ----- | --------------- | ---- | ------ | ---- | ----------- | --------- | -------------------- | ----------- |
| 1989.04.16 | 新潟   | 4歳未出走      |         | 芝1400m（重） | 13    | 7     | 11    | 017.80（7人）   | 11着 | 1:27.6 | -4.0 | 0関野弘行   | 55        | ハーディーブロー     | 452         |
| 0000.04.23 | 新潟   | 4歳未出走      |         | 芝1400m（良） | 13    | 6     | 9     | 078.0（11人）   | 04着 | 1:26.0 | -1.3 | 0関野弘行   | 55        | ローレルクラウン     | 450         |
| 0000.05.06 | 新潟   | 4歳未出走      |         | 芝1600m（良） | 13    | 4     | 5     | 027.30（7人）   | 08着 | 1:39.0 | -1.8 | 0関野弘行   | 55        | カミノマサリュウ     | 452         |
| 0000.05.20 | 東京   | 4歳未勝利      |         | 芝1400m（稍） | 18    | 6     | 12    | 153.5（17人）   | 15着 | 1:26.6 | -2.3 | 0関野弘行   | 55        | グラシャスアロー     | 446         |
| 0000.06.18 | 新潟   | 4歳未勝利      |         | 芝1400m（稍） | 12    | 6     | 7     | 043.5（10人）   | 12着 | 1:25.7 | -1.9 | 0藤原英幸   | 53        | シービースワロー     | 452         |
| 0000.06.25 | 新潟   | 4歳未勝利      |         | 芝1600m（良） | 13    | 3     | 3     | 086.2（12人）   | 10着 | 1:38.1 | -1.5 | 0藤原英幸   | 53        | デザートウインド     | 452         |
| 0000.07.08 | 新潟   | 4歳未勝利      |         | 芝1600m（良） | 12    | 8     | 12    | 242.6（12人）   | 06着 | 1:37.4 | -1.2 | 0藤原英幸   | 53        | カズサトウショウ     | 450         |
| 0000.07.30 | 新潟   | 4歳未勝利      |         | 芝1600m（良） | 11    | 7     | 9     | 018.70（7人）   | 08着 | 1:37.7 | -1.2 | 0藤原英幸   | 53        | キリショウグン       | 452         |
| 0000.08.12 | 新潟   | 4歳未勝利      |         | 芝1800m（良） | 9     | 3     | 3     | 058.00（8人）   | 04着 | 1:51.6 | -1.6 | 0藤原英幸   | 53        | ヤクモサクセス       | 450         |
| 0000.09.02 | 新潟   | 4歳未勝利      |         | 芝2000m（稍） | 16    | 8     | 15    | 033.70（9人）   | 08着 | 2:07.2 | -1.7 | 0藤原英幸   | 53        | マイネルザイン       | 446         |
| 0000.10.01 | 福島   | 4歳未勝利      |         | 芝1800m（良） | 9     | 8     | 8     | 012.00（5人）   | 08着 | 1:50.9 | -1.9 | 0吉沢宗一   | 55        | カオルダイオー       | 442         |
| 0000.10.08 | 福島   | 4歳未勝利      |         | 芝1800m（良） | 13    | 6     | 9     | 016.90（6人）   | 12着 | 1:53.7 | -2.9 | 0藤原英幸   | 54        | ダイアモンドエリナ   | 440         |
| 0000.10.28 | 福島   | 4歳未勝利      |         | 芝2000m（良） | 14    | 5     | 7     | 080.9（14人）   | 11着 | 2:05.0 | -2.5 | 0関口睦介   | 55        | ケンセイレインボー   | 446         |
| 0000.11.18 | 福島   | 4歳未勝利      |         | 芝2000m（良） | 14    | 2     | 2     | 081.5（12人）   | 03着 | 2:07.2 | -0.2 | 0関口睦介   | 55        | ウイルグンダン       | 446         |
| 0000.12.02 | 中京   | 4歳上400万下   |         | 芝2000m（良） | 16    | 5     | 9     | 059.3（13人）   | 03着 | 2:01.7 | -0.9 | 0菅野昭夫   | 55        | シンボリベルソア     | 442         |
| 0000.12.17 | 中京   | 4歳上400万下   |         | 芝2000m（良） | 16    | 7     | 13    | 017.60（5人）   | 05着 | 2:02.6 | -0.4 | 0石塚信広   | 55        | イケノムテキ         | 446         |
| 1990.01.27 | 小倉   | 4歳上500万下   |         | 芝2000m（良） | 16    | 6     | 12    | 009.90（5人）   | 06着 | 2:04.5 | -0.6 | 0牧之瀬幸夫 | 56        | シロキタハクオー     | 450         |
| 0000.02.04 | 小倉   | 4歳上500万下   |         | 芝2000m（稍） | 14    | 4     | 6     | 013.60（5人）   | 05着 | 2:07.4 | -1.0 | 0牧之瀬幸夫 | 56        | セントラルクロス     | 450         |
| 0000.02.17 | 小倉   | 4歳上500万下   |         | 芝1800m（稍） | 15    | 2     | 3     | 028.2（10人）   | 01着 | 1:52.5 | -0.0 | 0牧之瀬幸夫 | 56        | （イチライチカラ）   | 440         |
| 0000.03.03 | 中京   | 下呂特別       | 500万下 | 芝2000m（不） | 16    | 3     | 5     | 038.5（12人）   | 04着 | 2:03.4 | -0.9 | 0牧之瀬幸夫 | 56        | メイブラスト         | 436         |
| 0000.03.25 | 中京   | 伊勢特別       | 500万下 | 芝2000m（良） | 16    | 5     | 9     | 009.40（3人）   | 03着 | 2:03.0 | -0.5 | 0牧之瀬幸夫 | 56        | トリックスター       | 440         |
| 0000.04.21 | 福島   | 遠野特別       | 500万下 | 芝2600m（稍） | 14    | 4     | 6     | 006.00（3人）   | 02着 | 2:43.4 | -0.2 | 0牧之瀬幸夫 | 56        | オートランアラナス   | 440         |
| 0000.05.04 | 福島   | 夏井川特別     | 500万下 | 芝2000m（良） | 10    | 8     | 10    | 002.40（1人）   | 01着 | 2:03.2 | -0.1 | 0牧之瀬幸夫 | 56        | （リアルタイム）     | 438         |
| 0000.05.19 | 東京   | 秋川特別       | 900万下 | 芝2000m（稍） | 10    | 2     | 2     | 020.40（7人）   | 02着 | 2:02.3 | -0.2 | 0牧之瀬幸夫 | 56        | ミスターナイト       | 438         |
| 0000.06.09 | 東京   | 4歳上900万下   |         | 芝1800m（良） | 11    | 7     | 8     | 008.70（4人）   | 08着 | 1:50.4 | -1.2 | 0牧之瀬幸夫 | 56        | ダイナスピーチ       | 442         |
| 0000.06.16 | 福島   | 信夫山特別     | 900万下 | 芝2600m（良） | 6     | 3     | 3     | 005.40（4人）   | 01着 | 2:40.6 | -0.2 | 0牧之瀬幸夫 | 54        | （キングスベリー）   | 440         |
| 0000.07.08 | 福島   | 七夕賞         | GIII    | 芝2000m（良） | 15    | 5     | 8     | 027.8（12人）   | 01着 | 2:00.7 | -0.0 | 0牧之瀬幸夫 | 50        | （タカラフラッシュ） | 444         |
| 0000.08.26 | 新潟   | 新潟記念       | GIII    | 芝2000m（良） | 15    | 7     | 13    | 011.00（5人）   | 14着 | 2:02.5 | -1.6 | 0牧之瀬幸夫 | 53        | サファリオリーブ     | 448         |
| 0000.09.16 | 中山   | オールカマー   | GIII    | 芝2200m（重） | 17    | 2     | 3     | 028.7（10人）   | 08着 | 2:14.2 | -0.9 | 0牧之瀬幸夫 | 57        | ラケットボール       | 436         |
| 0000.10.07 | 東京   | 毎日王冠       | GII     | 芝1800m（良） | 10    | 2     | 2     | 083.70（9人）   | 08着 | 1:48.4 | -1.7 | 0牧之瀬幸夫 | 57        | ラッキーゲラン       | 440         |
| 0000.10.21 | 東京   | 東京スポーツ杯 | OP      | 芝2400m（良） | 10    | 8     | 10    | 010.40（6人）   | 06着 | 2:27.0 | -1.5 | 0牧之瀬幸夫 | 53        | ジュネーブシンボリ   | 438         |
| 0000.11.18 | 福島   | 福島記念       | GIII    | 芝2000m（良） | 14    | 5     | 7     | 012.60（6人）   | 10着 | 2:02.1 | -1.2 | 0牧之瀬幸夫 | 53        | ハシノケンシロウ     | 444         |
| 0000.12.08 | 中山   | ステイヤーズS  | GIII    | 芝3600m（良） | 15    | 1     | 1     | 017.1（10人）   | 07着 | 3:46.5 | -0.9 | 0牧之瀬幸夫 | 52        | ドクタースパート     | 444         |

## 血統表
| イダテンターボの血統                          | イダテンターボの血統                     | イダテンターボの血統            | （血統表の出典）                | （血統表の出典） |
| 父系                                          | ニアークティック系                       | ニアークティック系              | ニアークティック系              |                  |
| 父 *ノーザンディクテイター 1974 鹿毛 アメリカ | 父の父Northern Dancer 1961 鹿毛          | Nearctic                        | Nearco                          | Nearco           |
| 父 *ノーザンディクテイター 1974 鹿毛 アメリカ | 父の父Northern Dancer 1961 鹿毛          | Nearctic                        | Lady Angela                     |                  |
| 父 *ノーザンディクテイター 1974 鹿毛 アメリカ | 父の父Northern Dancer 1961 鹿毛          | Natalma                         | Native Dancer                   | Native Dancer    |
| 父 *ノーザンディクテイター 1974 鹿毛 アメリカ | 父の父Northern Dancer 1961 鹿毛          | Natalma                         | Almahmoud                       |                  |
| 父 *ノーザンディクテイター 1974 鹿毛 アメリカ | 父の母Dictates 1964 鹿毛                 | Bold Ruler                      | Nasrullah                       | Nasrullah        |
| 父 *ノーザンディクテイター 1974 鹿毛 アメリカ | 父の母Dictates 1964 鹿毛                 | Bold Ruler                      | Miss Disco                      |                  |
| 父 *ノーザンディクテイター 1974 鹿毛 アメリカ | 父の母Dictates 1964 鹿毛                 | Punctilious                     | Better Self                     | Better Self      |
| 父 *ノーザンディクテイター 1974 鹿毛 アメリカ | 父の母Dictates 1964 鹿毛                 | Punctilious                     | Puccoon                         |                  |
| 母 カズヒデ 1966 黒鹿毛                       | 母の父*ヒンドスタン 1946 黒鹿毛 イギリス | Bois Roussel                    | Vatout                          | Vatout           |
| 母 カズヒデ 1966 黒鹿毛                       | 母の父*ヒンドスタン 1946 黒鹿毛 イギリス | Bois Roussel                    | Plucky Liege                    |                  |
| 母 カズヒデ 1966 黒鹿毛                       | 母の父*ヒンドスタン 1946 黒鹿毛 イギリス | Sonibai                         | Solario                         | Solario          |
| 母 カズヒデ 1966 黒鹿毛                       | 母の父*ヒンドスタン 1946 黒鹿毛 イギリス | Sonibai                         | Udaipur                         |                  |
| 母 カズヒデ 1966 黒鹿毛                       | 母の母セイセン 1958 黒鹿毛               | *ライジングフレーム             | The Phoenix                     | The Phoenix      |
| 母 カズヒデ 1966 黒鹿毛                       | 母の母セイセン 1958 黒鹿毛               | *ライジングフレーム             | Admirable                       |                  |
| 母 カズヒデ 1966 黒鹿毛                       | 母の母セイセン 1958 黒鹿毛               | アレグロ                        | *ダイオライト                   | *ダイオライト    |
| 母 カズヒデ 1966 黒鹿毛                       | 母の母セイセン 1958 黒鹿毛               | アレグロ                        | 第弐オーグメント                |                  |
| 母系(F-No.)                                   | アストニシメント(GB) 系(FN:7-c)          | アストニシメント(GB) 系(FN:7-c) | アストニシメント(GB) 系(FN:7-c) |                  |
| 5代内の近親交配                               | Nearco 4×5×5                             | Nearco 4×5×5                    | Nearco 4×5×5                    |                  |
| 出典                                          | 1.                                       | 1.                              | 1.                              | 1.               |

- 5代母オーグメント（競走馬名アスベル）は1926年の帝室御賞典、1927年の各内国産古馬競走（共に天皇賞の前身）の勝ち馬。牝系をさらに遡ると、小岩井農場の基礎輸入牝馬の一頭・アストニシメントにたどり着く。